# 피아노 소나타 31번 (베토벤)
《피아노 소나타 31번 내림가장조, 작품 번호 110》은 1820-22년에 루트비히 판 베토벤에 의해 쓰인 피아노 소나타이다. 작품 번호 109에서 111까지 세 개의 작품으로 구성된 작품군 안에서 중심이 되는 피아노 소나타로, 작품 번호를 부여받고 출판된 피아노 소나타 장르 중 서른 한번 째 작품이다.

## 개요
베토벤은 《장엄미사》, 《디아벨리 변주곡》 등 그의 대작의 작업 중에 틈틈이 병행하여 그의 마지막 피아노 소나타 세 편(30번, 31번, 32번)을 작업했다. 도중에 이윽고 그의 목숨을 앗아가게 되는 병을 앓게 되지만, 건강을 회복한 그는 왕성한 창작 의욕으로 이 작품을 썼다.
악보에는 1821년 12월 25일이라고 적혀져 있어, 이것이 완성의 날짜라고 추측되지만, 이후 1822년에 이르러서도 최종 악장의 수정이 이루어지고 있다. 이렇게 태어난 본 작품은, 전작을 넘는 서정성에 유머러스한 멋도 포함되어 있어, 풍부한 정감이 표출되고 있다. 최종 악장에 기록된 수많은 지시문은 종종 작곡자를 덮친 병마와 관련된 것으로 고찰된다.
1822년 2월 18일자의 서한을 보면 이 31번 소나타가 다음 장르 일련번호의 작품, 《32번 소나타》와 함께 베토벤과 친분이 두터웠던 안토니 브렌타노에게 헌정될 예정의 작품이었음을 알 수 있지만, 출판 당시의 악보에는 헌사가 기록되어 있지 않고, 헌정자 없이 출판된 이유를 결정짓는 증거도 발견되지 않았다. 브렌타노 여사에게 바치기로 했던 작품이라는 것이 검토되기 전에는, 그의 제자인 페르디난트 리스의 은혜에 보답하기 위해 그에게 바치기로 했던 작품이라는 설도 있었다. 헌정의 부재는 작품의 음악적 내용이 다른 사람에게 할당될 수 없을 만큼 너무 개인적인 것이라고 추측하는 계기가 되었다. 소나타는 《현악 사중주 15번》의 3악장과 유사, "병에서 회복된 사람이 신에게 바치는 감사의 노래"로 이해되어야 한다는 견해가 표현되어 있다. 당시 베토벤은 류마티스열과 황달을 앓고 있었다. 세 번째 악장에 기록된 수많은 지시문("힘을 잃었고 아프다"("perdendo le forze, dolente"), "그때 다시 살아남는다"("poi a poi di nuovo vivente") 등)은 고난을 겪고 그 극복에 직면하는 개인과 관련이 있을 수 있다. 악보의 출간은 1822년 7월에 슐레진저, 슈타이너, 부지 앤 호크스 등에서 이루어졌다.
《첼로 소나타 5번》에서도 나타나 있듯이 작곡자의 후기 작품에서는 푸가의 응용에 크게 기울었다. 이 소나타의 최종 악장은 마지막 세 개의 피아노 소나타 중 가장 전형적으로 푸가를 사용한 것이다. 도널드 토비는 "베토벤이 그리는 모든 환상과 마찬가지로 이 푸가는 세계를 집어삼키고 초월하는 것"이라고 말했다.

## 악장 구성
소나타는 전 세 개의 악장으로 이루어져 있다:
1. Moderato cantabile, molto espressivo
2. Allegro molto
3. Adagio ma non troppo – Fuga. Allegro, ma non troppo

총 연주 시간은 18분 정도이다.

### 제1악장. 모데라토 칸타빌레, 몰토 에스프레시보
3/4 박자, 내림가장조, 소나타 형식. 7–9분 소요.
제1주제에서는 “콘 아마빌리타”(con amabilita, 사랑스럽게)라고 지시되어 있다. 서주 없이 첫머리부터 악보1의 첫 번째 주제가 부드럽게 연주된다.

악보1
베토벤은 악보2에 나타나는 제1주제의 후반 악절을 좋아해서 자작에 자주 이용했다. 그의 《바이올린 소나타 8번》의 제2악장이나 그 외의 악곡에서도 같은 선율을 찾아낼 수 있다.

악보2
악보3
제1주제에 이어 특징적인 아르페지오의 주구가 들어가고, 내림마장조의 제2주제의 제시로 옮겨진다(악보4).

악보4
《피아노 소나타 23번 바단조 "열정》과 마찬가지로 제시부의 반복은 마련되어 있지 않고, 그대로 전개부로 이행한다. 전개부는 테너와 베이스의 음역을 넘나드는 왼손의 음형 위에서 반복적 전조를 하면서 악보1의 첫머리 2마디의 동기 요소가 8회 연주된다. 이어지는 재현부에서는 제1주제가 섬세한 반주 음형 위에 모습을 드러내고, 제2주제는 내림가장조로 돌아온다. 코다에서는 경과부의 아르페지오가 연주되는데, 악보1의 단편을 회상하면서 약음으로 악장을 마친다.

### 제2악장. 알레그로 몰토
2/4 박자, 바단조, 세도막 형식, 2–3분 소요.
스케르초적 성격을 가지며, 경쾌함 중에도 전체적으로 어쩐지 으스스한 분위기를 풍긴다. 첫 부분에 사용되고 있는 선율은 당시의 유행가로부터 따온 것이다. 악보5는 ”우리 고양이에게는 새끼 고양이가 있었다”(Unsre Katz hat Katzerln gehabt), 계속되는 악보6은 “나는 방종, 너도 방종”(Ich bin luderlich, du bist luderlich)이라고 하는 익살스러운 타이틀의 노래에서 유래한다..
악보5
악보6
악보5와 악보6이 각각 반복 기호에 의해 반복되고, 곡은 중간부로 진행된다. 중간부는 하강하는 음형과 상승하는 당김음의 음형이 교차하는 악보7에 표시된 악상이 5회 연주되는 것 뿐인 간소한 것이다..
악보7
중간부가 끝나면 1부를 거의 그대로 재현하고, 코다로 음량과 템포를 줄여 끊임없이 종악장으로 이어진다.

### 제3악장. 아다지오 마논 트롭포 – 푸가. 알레그로, 마 논 트롭포
6/8 박자, 내림가장조, 10–13분 소요.
지극히 참신한 구성과 내용을 갖추고 있다. 규모가 큰 내림나장조의 서주로 시작되고 있는데(악보8), 베토벤의 자필 악보에는 예외적으로 이 부분의 수많은 수정의 흔적이 남아 있어, 작곡자가 퇴고를 거듭하여 썼음을 알 수 있다. 레치타티보로 명기된 악상은 수시로 템포를 변경하며 진행된다. 이 중에서 붙임줄로 연결된 연속적인 가 음에 작곡자 자신이 운지를 지정한 부분은 클라비코드로 실현 가능한 연주효과를 상정해 쓰인 것이다.

악보8
이어 내림 가단조의 "탄식의 노래"(Klagender Gesang)가 절절히 읊어지기 시작한다 (악보9).
악보9
다음에는 내림가장조에서 3성의 푸가가 시작된다. 푸가 주제는 제1악장 제1주제에 기초한다. 이 상승하는 음열은 전곡을 통일하는 역할을 하고 있다. 푸가는 자유롭게 전개되고 클라이막스를 형성한다.

악보10
흥이 나면 다시 탄식의 노래가 나온다. "지쳐, 탄식하면서"(Ermattet, klagend)"라고 기재되어 있으며, 사단조에서 쉼표로 토막토막 끊어진 선율이 연주된다(악보11).
악보11
크레셴도를 경과해, 다시 3성의 푸가가 된다. 베토벤은 이 푸가 첫머리에 이탈리아어로 "점차 원기를 되찾으면서"(Poi a poi di nuovo vivente)라고 썼다. 악보12의 주제는 악보10의 푸가 주제의 반행에 의해, 사장조로 시작된다.

악보12
점차로 악보10의 축소형, 확대계가 모습을 드러내게 되고, 더욱 메노 알레그로로 4분의 1의 축소형을 내면서 사장조로부터 주조인 내림가장조에 이행한다. 동시에, 악보10의 주제가 당당하게 버스로 회귀한다. 이후 대위법을 떠나 한층 크게 환희를 나타내면서 마지막을 향해 서서히 속도와 힘을 올려가며 힘차게 전곡을 완결짓는다.

## 같이 보기
- 루트비히 판 베토벤의 작품 목록
- 베토벤의 피아노 소나타
- 베토벤의 후기 피아노 소나타